# Guerra Ming-Mong Mao (1386-1388)
La guerra Ming-Mong Mao (zh. 明麓戰爭S) fu un conflitto militare tra l'impero cinese della dinastia Ming e lo stato precedentemente subordinato Shan di Mong Mao con sede a Luchuan-Pingmian, comprendente i moderni Longchuan, Ruili e i Monti Gaoligong.

## Antefatto
Dopo la conquista Ming dello Yunnan nel febbraio 1382, i Mong Mao sotto Si Lunfa decisero di sottomettersi all'autorità cinese e Lunfa ottenne il titolo di Tusi dal Commissario per la pacificazione della Commissione per la pacificazione di Pingmian. Nell'agosto del 1384, Lunfa inviò una missione di tributo alla corte Ming, consegnando il sigillo Yuan rimasto in suo possesso. Fu così promosso alla Commissione per la pacificazione Luchuan-Pingmian con autorità sugli affari militari e civili. Tuttavia Lunfa non era soddisfatto della sua posizione e nel gennaio 1386 guidò una forza di oltre 100 000 uomini in un attacco alla prefettura di Jingdong.

## Battaglia
L'imperatore Hongwu affidò a Feng Cheng il comando d'una divisione per sopprimere la rivolta ma a causa della fitta nebbia e del maltempo, i cinesi furono costretti a ritirarsi dal territorio nemico. La spedizione subì una sola vittima: il chiliarca Wang Sheng. Nel maggio 1387, Hongwu inviò nel Pingmian il marchese di Xiping, Mu Ying, con il compito di porre il territorio sotto embargo ed isolarne i villaggi.
Nel febbraio 1388, Lunfa si avvalse dell'aiuto di molte altre tribù e raccolse una forza sotto Dao Silang per attaccare la palizzata di Moshale e catturarla. Mu Ying inviò Ning Zheng a riconquistare Moshale (la moderna città di Mosha nella contea di Xinping). Le forze Ming sconfissero i ribelli che subirono più di 1 500 vittime. Tuttavia Lunfa riuscì a riprendersi e arruolò alla sua causa la maggior parte delle altre tribù nello Yunnan sudoccidentale, accumulando una forza fino a 300 000 uomini secondo alcune stime così come 100 elefanti da guerra, e attaccò la contea di Dingbian (attuale contea di Nanjian).
Mu Ying mobilitò altri 30 000 soldati da altre regioni e incontrò l'esercito di Si Lunfa in battaglia. L'avanguardia Ming inviò un contingente di cavalleria leggera di 300 uomini per provocare l'inseguimento dell'esercito ribelle. I Mong Mao abboccarono e caricarono il nemico con 10 000 uomini e 30 elefanti da guerra ma furono respinti e costretti a ritirarsi con pesanti perdite.
(Ming Shilu)
Il giorno successivo le truppe Ming e Shan tornarono sul campo. I soldati Ming equipaggiati con fucili e frecce infuocate erano disposti su tre file. Mu Ying ha spiegato che questo era così che «quando gli elefanti avanzano, la prima linea di cannoni e frecce scaglierà tutto in una volta. Se non si ritirano, la riga successiva continuerà così. Se ancora non si ritirano, allora la terza linea continuerà questo.» Quando gli elefanti da guerra corazzati iniziarono a correre, caricando le linee Ming, le forze Ming rimasero ferme, «scagliando frecce e pietre, il rumore scuoteva i monti e le valli. Gli elefanti tremarono di paura e corsero.» Le forze Ming inseguirono i ribelli in ritirata fino al loro recinto e diedero fuoco al loro accampamento. I combattimenti continuarono in prima linea e l'intensità della battaglia fu tale che l'ala sinistra dell'esercito Ming iniziò a ritirarsi. Vedendo questo dal suo punto di osservazione, Mu Ying ha inviato ordini per l'esecuzione del comandante dell'ala sinistra. Allarmato da questo sviluppo, il comandante si precipitò in avanti per unirsi alla battaglia spaventato e le sue truppe lo seguirono. Secondo il Ming Shilu, metà degli elefanti furono uccisi mentre 37 furono catturati, almeno 30 000 furono uccisi e 10 000 furono catturati.
(Ming Shilu)

## Conseguenze
Si Lunfa fu costretto ad accettare la sovranità Ming mentre i Ming riconoscevano i Mong Mao come un tusi semi-indipendente. Inoltre i Ming accettarono di aiutare Mong Mao contro il Regno di Ava e altri rivali in Birmania.

### Fonti
- (ZH) Ming Shilu, XIV-XVII secolo.
- (ZH) Storia dei Ming, XVII-XVIII secolo.

### Studi
- (EN) Andrade, Tonio, The Gunpowder Age: China, Military Innovation, and the Rise of the West in World History, Princeton University Press, 2016, ISBN 978-0-691-13597-7.
- (EN) Dardess, John, Ming China 1368-1644 A Concise History of A Resilient Empire, Rowman & Littlefield Publishers, Inc., 2012.
- (EN) Fernquest, John, Crucible of War: Burma and the Ming in the Tai Frontier Zone (1382-1454), 2006.
- (EN) Liew, Foon Ming, The Luchuan-Pingmian Campaigns (1436-1449) in the Light of Official Chinese Historiography, 1996.